# De omutbara
De omutbara (engelska: The Untouchables) är en amerikansk action-dramafilm från 1987 i regi av  Brian De Palma. I huvudrollerna ses Kevin Costner och Sean Connery. Filmen hade Sverigepremiär den 30 oktober 1987.

## Handling
Eliot Ness (Kevin Costner) tillsätts av myndigheterna för att röja upp bland den organiserade brottsligheten i förbudstidens Chicago. Till sin hjälp har han Jimmy Malone (Sean Connery), en polis av den gamla skolan och en av de få veteraner inom kåren som vill bekämpa det ökande gangsterväldet. Oscar Wallace (Charles Martin Smith) och George Stone (Andy Garcia) är resten av gruppen. Snart har det som började som Ness tafatta och utskrattade försök till att åstadkomma en förändring orsakat verklig oro hos stadens kriminelle boss, Al Capone (Robert De Niro). Polisernas arbete med att eliminera de spritsmugglande nätverken och avslöja vidden av Capones korruption av staden blir snart en oförsonlig kamp mot maffian på liv och död men gruppen fruktar ändå inte Capone och hans män.

## Om filmen

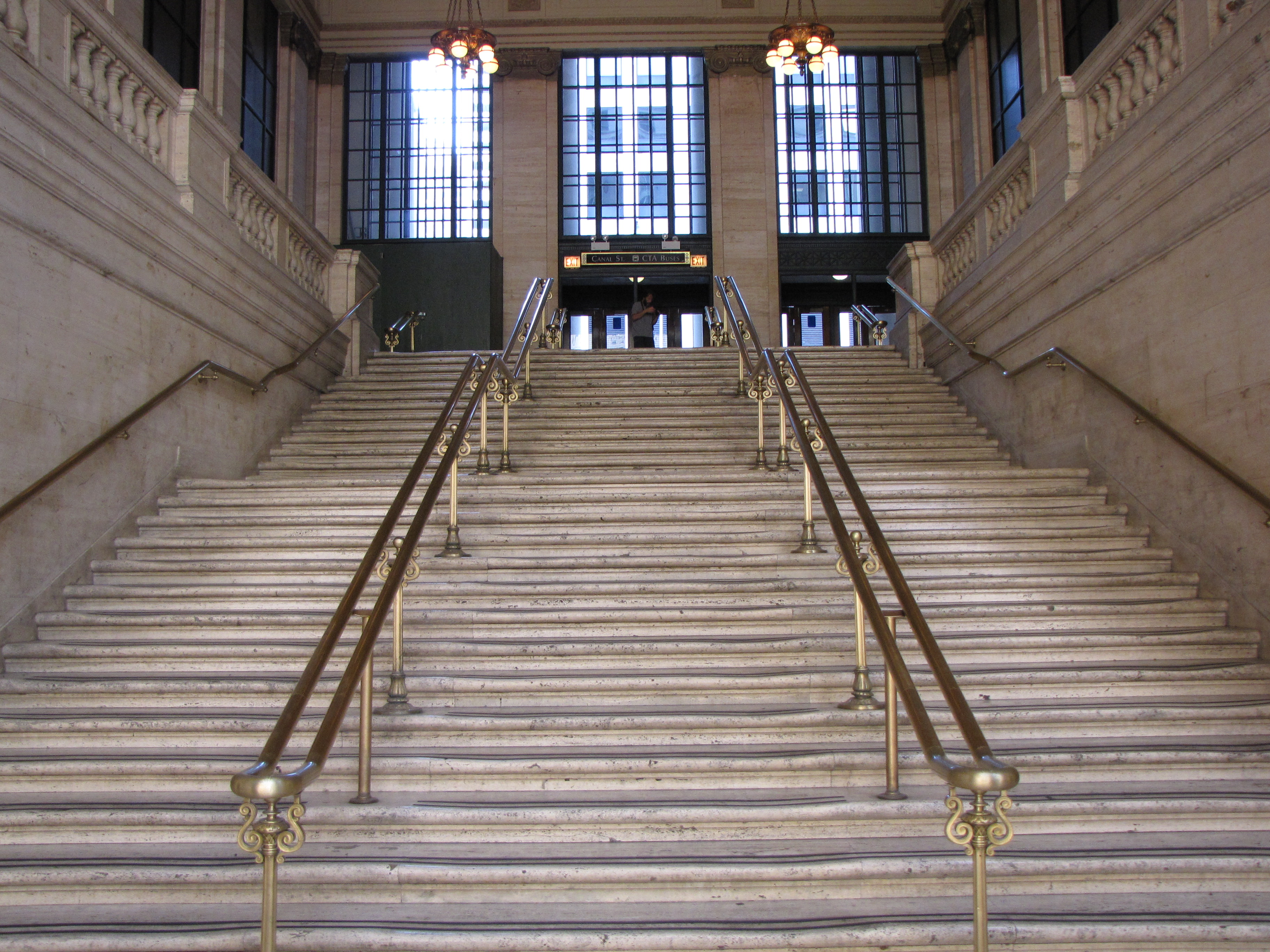
Trappan till Union Station där barnvagnsscenen filmades.

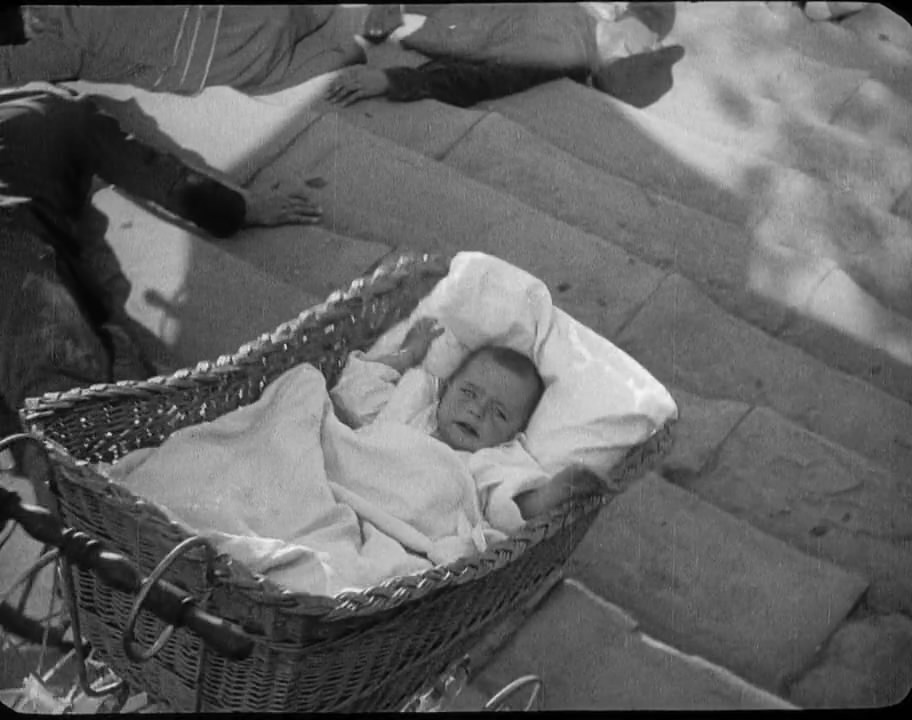
Scen från filmen Pansarkryssaren Potemkin.

Bob Hoskins var en sista-minuten-ersättning om filmens stjärna Robert De Niro hade bestämt sig för att tacka nej till rollen som Al Capone. 1988 vann filmen en Oscar för bästa manliga biroll (Sean Connery). Den nominerades även för bästa filmmusik (Ennio Morricone), bästa scenografi och bästa kostym, men förlorade mot Den siste kejsaren.
Filmen är bland annat känd för en scen där det förekommer en skottlossning runt omkring en trappa vid Chicago Union Station (järnvägsstation), där bland annat en barnvagn är inblandad. Scenen lånar tydlig inspiration från Sergej Eisensteins stumfilm Pansarkryssaren Potemkin från 1925 där det förekommer en scen i en trappa i Odessa med en barnvagn inblandad.

## Rollista i urval
- Kevin Costner – Eliot Ness
- Sean Connery – Jimmy Malone
- Charles Martin Smith – Oscar Wallace
- Andy Garcia – George Stone/Giuseppe Petri
- Robert De Niro – Al Capone
- Richard Bradford – Mike Dorsett
- Jack Kehoe – Walter Payne
- Billy Drago – Frank Nitti
- Brad Sullivan – George
- Patricia Clarkson – Catherine Ness
- Del Close – Roy Alderman
- Vito D'Ambrosio – chaufför i fluga
- Clifton James – distriktsåklagare (okrediterad)
- Don Patrick Harvey – Preseuski